# Anatoli Alexejewitsch Koteschew
Anatoli Alexejewitsch Koteschew (russisch Анатолий Алексеевич Котешев; * 16. Juli 1944 in Nowosibirsk, Russische SFSR) ist ein ehemaliger sowjetischer Florettfechter.

## Erfolge
Anatoli Koteschew wurde 1970 in Ankara und 1973 in Göteborg im Mannschaftswettbewerb Weltmeister und gewann in diesem darüber hinaus 1971 in Wien Silber. Bei den Olympischen Spielen 1972 in München zog er mit der Mannschaft ins Finale gegen Polen ein, das mit 5:9 verloren wurde. Gemeinsam mit Wladimir Denissow, Wiktor Putjatin, Leonid Romanow und Wassyl Stankowytsch erhielt er damit die Silbermedaille. In der Einzelkonkurrenz überstand Koteschew die ersten beiden Runden, ehe er im Viertelfinale ausschied.